# 罗斯福拱门

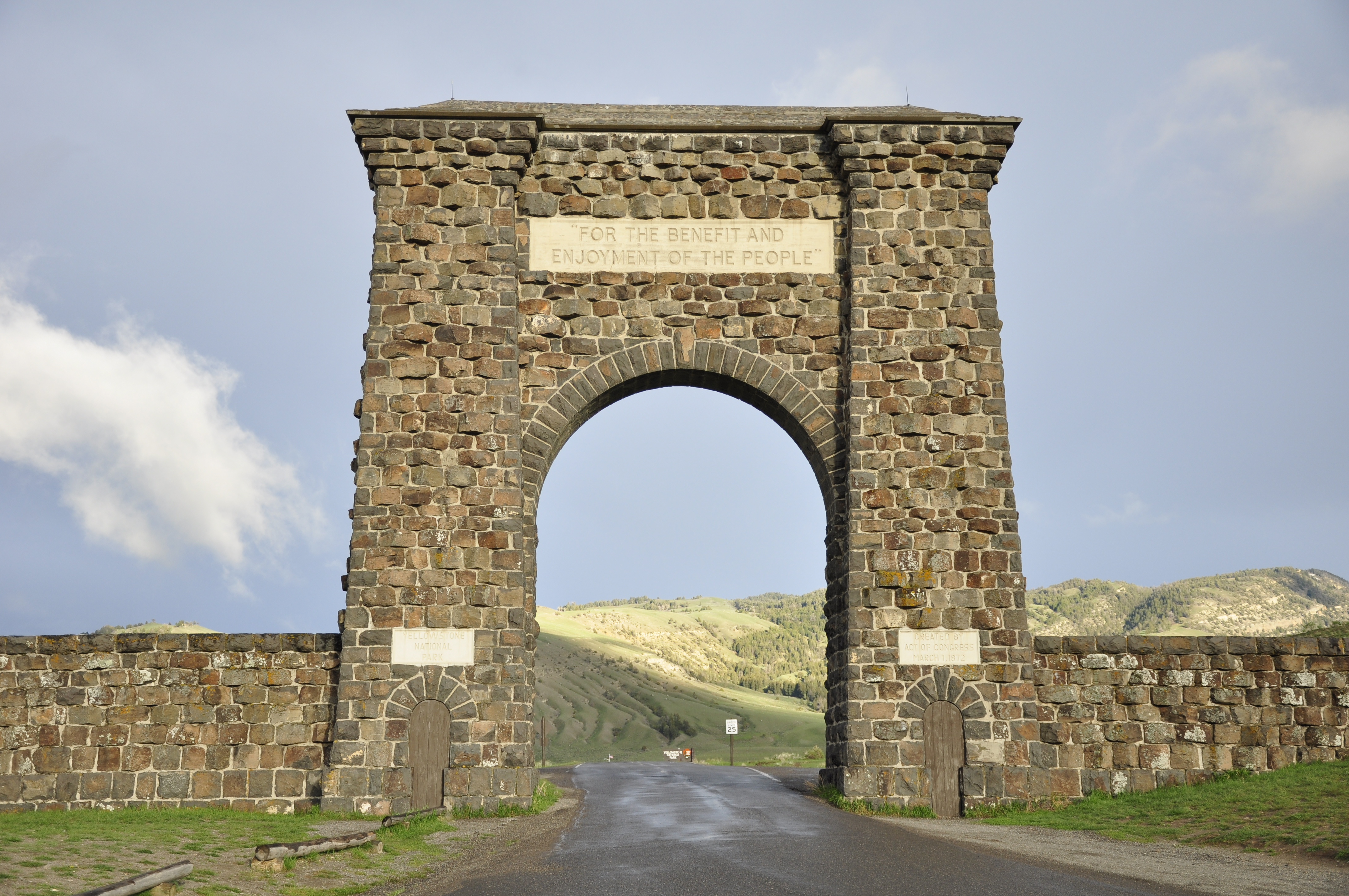
羅斯福拱門

羅斯福拱門（英語：Roosevelt Arch）是位於美國蒙大拿州加德納黃石國家公園北入口的一座凱旋門。黃石堡是在美國陸軍的監督下建造的，其奠基石由西奧多·羅斯福總統於1903年奠基。羅斯福拱門頂部刻有1872年《黃石國家公園組織法》中的一句話，內容如下： “為人民謀福利、謀福利”。
羅斯福拱門的想法源自海勒姆·馬丁·奇滕登。1903年之前，遊客搭乘火車至蒙大拿州的辛納巴爾（位於蒙大拿州加德納西北幾英里處），人們會在那裡轉乘馬車進入黃石國家公園。1903年，加德納開始建造鐵路。隨著加德納火車站的設立，羅斯福拱門被提議作為加德納火車站整體的一部分。

## 建設
羅斯福拱門的設計歸功於設計加德納火車站的建築師羅伯特·雷默。羅斯福拱門於1903年2月19日開始建造，並於1903年8月15日竣工，耗資約1萬美元。羅斯福拱門建在北入口，這是黃石國家公園的第一個主要入口。西奧多·羅斯福總統在黃石國家公園建設期間參觀了黃石國家公園，並被要求為羅斯福拱門放置奠基石，該拱門後來以他的名字命名。羅斯福於1903年4月24日奠下的奠基石是一個時間囊，裡面裝有一本《聖經》、西奧多·羅斯福的照片、當地報紙和其他物品。數千人來到加德納參加落成儀式，其中包括約翰·F·揚西，他隨後因感冒在加德納去世。

## 概述
羅斯福拱門由當地開採的六角形柱狀玄武岩建造而成。拱門高52英尺（16公尺）。主拱門兩側有兩座塔樓，人行通道設有厚重的木門。拱門兩側是由相同玄武岩製成的弧形牆，高12英尺（3.7公尺），末端是短塔。《黃石國家公園組織法》中的引文被放置在拱門上方的矩形混凝土板中。人行通道之木門上方的拱門兩側也有類似的面板，左側寫著“黃石國家公園”，右側寫著“根據國會法案創建，1872年3月1日”。在羅斯福拱門前面不遠的地方建了一個小池塘，池塘里有不尋常的景觀，其中包括來自加利福尼亞州的紅杉。池塘和樹木最終都消失了。黃石國家公園北入口車站從1921年起就位於拱門後面，直到1961年往南方遷移一段距離。
羅斯福拱門被列為北入口路歷史區的貢獻建築，並於2002年作為該區的一部分被列入國家史蹟名錄。